# Fama (Utrecht)
Fama is een Nederlands historisch merk van motorfietsen.
Fama was gevestigd in Utrecht en maakte van 1937 tot 1939 motorfietsen met een Villiers-blok van 125 cc.
Er waren nog twee merken met de naam Fama: Fama (Kiel) en nog een Belgisch merk, waarover verder niets bekend is.